# うた・ホーダイ
うた・ホーダイとは、NTTドコモグループの携帯電話サービスFOMAにおいてコンテンツプロバイダから提供される、携帯電話のみで利用可能な定額制音楽配信サービス。2007年5月25日にサービス開始。

## 概要
NTTドコモの2007年夏モデルであるFOMA904iシリーズとP704i及び2007年冬モデルであるFOMA905iシリーズ、705iシリーズ（L705i、L705iX、NM705iを除く）、2008年夏モデルであるFOMA906iシリーズ、706iシリーズ（L706ie、NM706iを除く）に標準搭載される機能である。料金や配信楽曲数は、コンテンツプロバイダによって異なる。
情報料は定額だが、パケット通信料は対象外である。音楽配信サービスという特性上、データ量が大きいのでパケ・ホーダイやパケ・ホーダイフルへの加入が推奨されており、パケット料金が高額になる可能性が高い旨（いわゆるパケ死の虞）の注意文がうた・ホーダイ加入前に表示される。
ダウンロードした楽曲は月額料金を払っている間のみ利用可能であり、解約した途端、電話機にダウンロードした音楽は全て聴けなくなる（DRM情報をサーバーとの通信により更新しているため）。再契約すれば聞けるようになる。そのため、着メロや着うたのように、聴きたい曲をまとめてダウンロードし、コンテンツ（うた・ホーダイ）を解約して楽しむといった使い方が出来ない。
2010年5月31日にNapster Japanのサービス終了により、以後コンテンツプロバイダはSmartEbook.com（旧:フォーサイド・ドット・コム）のみとなり、提供楽曲数が大幅に減少している。

## 対応機種
904iシリーズ
- D904i
- N904i
- F904i
- P904i
- SH904i

905iシリーズ
- D905i
- F905i
- N905i
- P905i
- SH905i
- SO905i
- N905iμ
- SO905iCS
- SH905iTV
- P905iTV

906iシリーズ
- F906i
- N906i
- P906i
- SH906i
- SO906i
- N906iμ
- N906iL
- SH906iTV

704iシリーズ
- P704i

705iシリーズ
- D705iμ
- D705i
- F705i
- N705iμ
- N705i
- P705iμ
- P705i
- SH705i
- SH705iII
- SO705i

706iシリーズ
- F706i
- N706i
- N706ie
- P706iμ
- P706ie
- SH706i
- SH706iw
- SH706ie
- SO706i

## コンテンツプロバイダ
- SmartEbook.com